# عبد المحسن النمر
عبد المحسن النمر (17 نوفمبر 1963 -)، ممثل سعودي. أدى دور البطولة في عدد من الأفلام والمسلسلات منها: فيلم «هجان»، ومسلسل «خيوط المعازيب». وحصل على العديد من الجوائز من بينها جائزة «أفضل ممثل» من مهرجان الخليج للإذاعة والتلفزيون عام 2024م.

## عن حياته
ولد في محافظة الأحساء. وفي عام 1978 طلب أخوه المخرج ناصر المبارك الحضور لمشاهدة عبد المحسن النمر وهو يؤدي مسرحية صامتة فأعجب به بعدها، فاصطحبه ليقدم لأول مرة على خشبة مسرح جامعة الملك فهد للبترول والمعادن في عرض شعر «ممسرح» لأشعار علي المصطفى. وهو متزوج وله أربعة أبناء من زوجته الأولى هم بدر وحمد ونوف وريم.

### انطلاقته
بداية شهرته كانت عام 1981 في مسلسل الشاطر حسن. شارك في عدة أعمال خليجية وعربية ومشارك في الكثير من الأعمال وأكثر ممثل سعودي شارك في التمثيل لتميزه في تقمص الكثير من الأدوار. ويمتلك عبد المحسن النمر مع رفقاء دربه المخرج عبد الخالق الغانم والفنان سمير الناصر مؤسسة إنتاج وهي مؤسسة النجوم للإنتاج الفني.

## أعماله

### المسلسلات
| سنة الإنتاج | اسم المسلسل                           | بمشاركة |
| ----------- | ------------------------------------- | --- |
| 1981        | وجه بن فهره                           | سمير الناصر، سعد خضر، علي السبع                                                                                      |
| 1981        | الشاطر حسن                            | سمير الناصر، لمياء حمادة، علي السبع                                                                                  |
| 1988        | عائلة بو كلش                          | سمير الناصر، إبراهيم جبر، علي السبع، جعفر الغريب                                                                     |
| 1989        | خزنة                                  | علي السبع، لطيفة المجرن، سعاد علي                                                                                    |
| 1990        | الدفتر الأزرق                         | أحمد الصالح، حسين المفيدي                                                                                            |
| 1992        | أوراق متساقطة                         | محمد العلي، سمير الناصر، إبراهيم جبر، لطيفة المجرن، جعفر الغريب، فضيلة المبشر                                        |
| 1992        | كيف تمتنع عن التدخين - سهرة تلفزيونية | سمير الناصر، جعفر الغريب                                                                                             |
| 1992        | ردة فعل - سهرة تلفزيونية              | سمير الناصر، عبد الناصر الزاير، لطيفة المجرن                                                                         |
| 1993        | آخر العنقود                           | محمد العلي، سمير الناصر، غازي حسين، فخرية خميس                                                                       |
| 1993        | الدوائر                               | سمير الناصر، إبراهيم جبر، علي السبع، يوسف بوهلول، لطيفة المجرن، إبراهيم الحساوي                                      |
| 1994        | أولاد بو جاسم                         | أحمد الصالح، إبراهيم الحربي، إيمان محمد علي، سعاد علي، لطيفة المجرن من سوريا نبيلة النابلسي                          |
| 1995        | شقة الحرية                            | خالد سامي، أنور أحمد                                                                                                 |
| 1996        | البيوت أسرار                          | جيانا عيد، عمر حجو                                                                                                   |
| 1996        | نوادر العرب                           | بكر الشدي، هاني ناظر، فؤاد بخش                                                                                       |
| 1997        | سرور                                  | إبراهيم بحر، لطيفة المجرن، عبد الله ملك، هيفاء حسين، شيماء سبت                                                       |
| 1997        | القرار                                | سعد البوعينين، عبد الرحمن العقل، علي السبع، لطيفة المجرن، فضيلة المبشر، زهرة عرفات                                   |
| 1997        | يوم الأسرة - سهرة تلفزيونية           | ناصر كرماني، زهرة الخرجي، شجون الهاجري                                                                               |
| 1998        | جواهر 2                               | عبد الرحمن آل رشي، منى واصف، مرح جبر                                                                                 |
| 1998        | أحلام السنين                          | أحمد الجسمي، سميرة أحمد، مرعي الحليان                                                                                |
| 1998        | صدق الله العظيم                       | عبد الرحمن آل رشي، بكر الشدي                                                                                         |
| 1999        | محبوب الطيور                          | سعد خضر، علي إبراهيم                                                                                                 |
| 2000        | نيران                                 | محمد المنصور، جاسم النبهان، سعد البوعينين، لطيفة المجرن، مريم زيمان، سعاد علي، جمعان الرويعي، هيفاء حسين، علي الغرير |
| 2000        | الديرة نت                             | خالد سامي، عبد الناصر درويش، لطيفة المجرن، فايز المالكي، فاطمة الحوسني، ميساء مغربي، أميرة محمد                      |
| 2001        | عد واغلط                              | حياة الفهد، إبراهيم الصلال، بكر الشدي، زينب العسكري، فايز المالكي، منى شداد، محمد العيسى                             |
| 2001        | طعم الأيام                            | محمد العلي، أسمهان توفيق، جاسم النبهان، بدرية أحمد، عبد الله ملك، منى شداد، عبير أحمد                                |
| 2001        | طاش ما طاش - الجزء التاسع.            | عبد الله السدحان، ناصر القصبي                                                                                        |
| 2001        | جروح باردة                            | سعد خضر، سمير الناصر، لطيفة المجرن، زينب العسكري، حبيب الحبيب، طيف، محمد العيسى                                      |
| 2002        | خلك معي 7                             | محمد العلي، عبد الله السدحان، ناصر القصبي                                                                            |
| 2002        | شوية ملح                              | عبد الله السدحان، ناصر القصبي                                                                                        |
| 2002        | السديم                                | قحطان القحطاني، يوسف بوهلول، زينب العسكري، هيفاء حسين، أحلام محمد                                                    |
| 2003        | دموع الرجال                           | أحمد الصالح، حسين المنصور، سعاد علي، إبراهيم بحر، فرح علي، أميرة محمد                                                |
| 2003        | بهلول الشاعر                          | محمد العيسى من سوريا جيني إسبر، صباح بركات                                                                           |
| 2003        | ملاذ الطير                            | سمير الناصر، عبد الناصر الزاير، مريم زيمان، سعاد علي، هيفاء حسين، زينب العسكري، شيماء سبت، شذى سبت، ابتسام العطاوي   |
| 2003        | دمعة عمر                              | زينب العسكري، تركي اليوسف، عبد الرحمن العقل، لطيفة المجرن، طيف، بدرية أحمد، هيفاء حسين، علي الغرير                   |
| 2003        | حتى التجمد                            | جمال الردهان، عبد الإمام عبد الله، زينب العسكري، ليلى السلمان                                                        |
| 2003        | بيتنا الكبير                          | حسين المنصور، عبد الإمام عبد الله، لطيفة المجرن، سناء بكر يونس، علي جمعة (ممثل)، باسمة حمادة، فخرية خميس، بدرية أحمد |
| 2003        | ياخوي                                 | سعاد عبد الله، أسمهان توفيق، سليمان الياسين، حسن البلام، بدرية أحمد                                                  |
| 2003        | رحلة الانتقام                         | جمال الردهان، منى شداد، مرعي الحليان، حبيب غلوم                                                                      |
| 2003        | أخوة الشر                             | يوسف بوهلول، سعاد علي، لطيفة المجرن، فاطمة عبد الرحيم، علي الغرير، شيماء سبت، ابتسام العطاوي                         |
| 2004        | أبو العصافير                          | خالد سامي |
| 2004        | حكايات بابا فرحان                     | خالد الحربي، محمد الحجي، هيا الشعيبي                                                                                 |
| 2004        | الدار                                 | طارق العلي، سليمان الياسين، طيف، عبير الجندي، يلدا                                                                   |
| 2004        | الدنيا لحظة                           | حياة الفهد، أحمد الجسمي، غازي حسين، ميساء مغربي، حسن البلام، طيف                                                     |
| 2004        | غصات حنين                             | محمد المنصور، سعاد علي، منصور المنصور، حسين المنصور، هدى الخطيب، فاطمة عبد الرحيم                                    |
| 2005        | الدريشة                               | أحمد الجسمي، سميرة أحمد، منى شداد، مرعي الحليان، شيماء سبت                                                           |
| 2005        | مجاديف الأمل الجزء الثاني.            | سمير الناصر، أحمد الجسمي، زهرة عرفات، عبير الجندي                                                                    |
| 2005        | طاش 13                                | فضيلة المبشر. محمد الزهراني. فهد العمر                                                                               |
| 2006        | أبو شلاخ البرمائي                     | فايز المالكي، سعاد علي، حسن عسيري، لطيفة المجرن، زهرة عرفات                                                          |
| 2006        | نجمة الخليج                           | غازي حسين، هدى الخطيب، باسم عبد الأمير، حسن البلام، هيفاء حسين، عبد الله بوشهري، يلدا                                |
| 2007        | تسونامي                               | محمد الطويان، خالد الحربي، لطيفة المجرن، سعاد علي، فخرية خميس، علي السبع                                             |
| 2007        | أوه يا مال                            | سعاد علي، عبد الإمام عبد الله، صلاح الملا، لمياء طارق                                                                |
| 2007        | جنون المال                            | أحمد الصالح، أحمد الجسمي، لطيفة المجرن، بدرية أحمد، لمياء طارق                                                       |
| 2007        | الدروازه                              | سعد الفرج، مريم الصالح، إبراهيم الصلال، جاسم النبهان                                                                 |
| 2007        | عرس الدم                              | جاسم النبهان، غازي حسين، هدى الخطيب، ميساء مغربي، فاطمة الحوسني                                                      |
| 2008        | عائلتي                                | غازي حسين، لطيفة المجرن، أحمد السلمان، إلهام الفضالة، شجون الهاجري، عبد الله بوشهري                                  |
| 2008        | التنديل                               | عبد الحسين عبد الرضا، عبد العزيز الجاسم، جاسم النبهان، إبراهيم الحربي                                                |
| 2009        | رسائل من صدف                          | غانم الصالح، جاسم النبهان، لمياء طارق، ملاك، سلمى سالم                                                               |
| 2009        | آخر صفقة حب                           | صلاح الملا، باسمة حمادة، عبد الله بوشهري، هيا عبد السلام، صمود                                                       |
| 2009        | عيال بحر                              | سعاد علي، منى شداد، لطيفة المجرن، علي السبع                                                                          |
| 2009        | دروب المطايا                          | أسمهان توفيق، أحمد الجسمي، هدى الخطيب، رزيقة الطارش، مرعي الحليان                                                    |
| 2009        | فنجان الدم                            | ميساء مغربي من سوريا، جمال سليمان، باسم ياخور، قصي خولي                                                              |
| 2009        | الجيران                               | أحمد الجسمي، حبيب غلوم، فاطمة الحوسني، مرام، هند البلوشي                                                             |
| 2010        | متلف الروح                            | غانم السليطي، عبد الله ملك، فاطمة الحوسني، زهرة عرفات، علي الغرير، هيفاء حسين                                        |
| 2010        | رحلة المليون                          | فهد الحيان، فخرية خميس، ليلى السلمان، أميرة محمد                                                                     |
| 2010        | أبواب الغيم                           | غسان مسعود، قصي خولي                                                                                                 |
| 2010        | الصراع                                | إبراهيم الحربي، عبد الرحمن العقل، سليمان الياسين، محمد الحجي، يلدا، ملاك، هند البلوشي                                |
| 2010        | فينك                                  | لطيفة المجرن، تركي اليوسف، مروة محمد                                                                                 |
| 2011        | توق                                   | غسان مسعود، سلافة معمار                                                                                              |
| 2011        | سماء ثانية                            | جاسم النبهان، غانم السليطي، يوسف بوهلول، شفيقة يوسف، هيفاء حسين، علي الغرير                                          |
| 2012        | عمر بن الخطاب                         | غسان مسعود، سامر إسماعيل، مهيار خضور، مي سكاف                                                                        |
| 2012        | لعبة الشيطان                          | محمد الطويان، مروة محمد، شمعة محمد                                                                                   |
| 2012        | هشتقه                                 | فهد الحيان، خالد سامي، لطيفة المجرن، شفيقة يوسف، فخرية خميس                                                          |
| 2012        | وطن النهار                            | جاسم النبهان، باسمة حمادة، أحمد السلمان، محمود بوشهري، عبد الله بوشهري، نور، هيا عبد السلام، ملاك، ريم ارحمة         |
| 2013        | المجهولة                              | زهرة الخرجي، ليلى السلمان، شيلاء سبت                                                                                 |
| 2014        | الحب سلطان                            | زهرة الخرجي، فاطمة عبد الرحيم، أميرة محمد، إبراهيم الحساوي                                                           |
| 2014        | ريحانة                                | حياة الفهد، صلاح الملا، زهرة عرفات، غرور، عبد الله بوشهري                                                            |
| 2014        | حب ولكن                               | صلاح الملا، زهرة الخرجي، خالد أمين، فاطمة عبد الرحيم، شيلاء سبت، صمود                                                |
| 2014        | للحب جنون                             | ميساء مغربي، صمود، شيماء سبت                                                                                         |
| 2014        | أنيسة الونيسة                         | خالد البريكي، فاطمة الصفي، عبير أحمد، ملاك                                                                           |
| 2015        | لو إني أعرف خاتمتي                    | غازي حسين، هدى الخطيب، هيفاء حسين، شهد الياسين، محمد ياسين.                                                          |
| 2015        | عام الجمر                             | فاطمة عبد الرحيم، باسمة حمادة، غادة الزدجالي، أحمد الجسمي، مرعي الحليان.                                             |
| 2015        | سيلفي                                 | ناصر القصبي، حبيب الحبيب، يوسف الجراح، عبد الإله السناني، ريماس منصور، محمد الطويان.                                 |
| 2015        | صديقاتي العزيزات                      | إلهام الفضالة، خالد البريكي، شجون الهاجري، يعقوب عبد الله، هبة الدري، فاطمة الصفي، بشار الشطي                        |
| 2015        | منا وفينا                             | عبد الله السدحان، محمد العيسى، فهد الحيان، زهرة عرفات                                                                |
| 2016        | جود                                   | هدى حسين، صلاح الملا، سلمى سالم، هبة الدري                                                                           |
| 2016        | ساق البامبو                           | سعاد عبد الله، شجون الهاجري، فاطمة الصفي، مرام، ريم ارحمة                                                            |
| 2016        | الدمعة الحمراء                        | علا الفارس، تركي اليوسف، عبير عيسى                                                                                   |
| 2016        | حارة الشيخ                            | محمد بخش، خالد الحربي، مريم الغامدي، وجنات الرهبيني، سناء يونس، يوسف الجراح                                          |
| 2016        | سيلفي 2                               | ناصر القصبي، حبيب الحبيب، عبد الإله السناني                                                                          |
| 2016        | مستر كاش                              | عبد الله السدحان، محمد العيسى، يوسف الجراح                                                                           |
| 2016        | بين ليلة وضحاها                       | فخرية خميس، خالد البريكي، يامور، إلهام علي، شفيقة يوسف                                                               |
| 2017        | آخر المطاف                            | صلاح الملا، فاطمة الحوسني، مشاري البلام، نور، شيماء سبت                                                              |
| 2017        | العقاب والعفراء                       | نسرين طافش، عبير عيسى، جولييت عواد، لونا بشارة، محمد الضمور، نبيل المشيني، عبد الكريم القواسمي                       |
| 2017        | كحل أسود قلب أبيض                     | هبة الدري، بثينة الرئيسي، مرام، حسين المهدي، عبد الله التركماني، فوز الشطي، نور، ميس كمر                             |
| 2018        | الخطايا العشر                         | نور،عبد الله بوشهري، فاطمة الحوسني، سعود بوشهري، روان الصايغ، ريم ارحمة                                              |
| 2018        | عطر الروح                             | هدى حسين، عبد الرحمن العقل، عبد الله الطليحي، محمد العجيمي،أمل العنبري                                               |
| 2018        | هارون الرشيد                          | قصي خولي، عابد فهد، سمر سامي، ياسر المصري، كاريس بشار                                                                |
| 2019        | غصون في الوحل                         | هدى حسين، محمد الرشيد، فوز الشطي، عبد الله السيف                                                                     |
| 2019        | لا موسيقى في الأحمدي                  | جاسم النبهان، علي كاكولي، فوز الشطي، نور الكويتية                                                                    |
| 2019        | اختراق                                | طلال السدر، نضال نجم، ديمة الجندي، أحمد فريد، يعقوب الفرحان                                                          |
| 2020        | حارس الجبل                            | صبا مبارك، خالد القيش، منذر رياحنة، محمد الإبراهيمي، أحمد سرور                                                       |
| 2020        | أم هارون                              | حياة الفهد، أحمد الجسمي، محمد جابر، سعاد علي، فخرية خميس                                                             |
| 2020        | وساوس                                 | شيماء الفضل، ميسون الرويلي، إلهام علي، ندى توحيد، علي الشريف                                                         |
| 2020        | المنصة                                | مكسيم خليل، سلوم حداد، معتصم النهار، عبد المحسن العمر، سامر إسماعيل، يارا قاسم                                       |
| 2020        | بيت بيوت                              | سليمان الياسين، انتصار الشراح، هبة الدري، مرام البلوشي، نور الكويتية                                                 |
| 2021        | دار غريب                              | ليلى السلمان، ميس كمر، عبد الله بوشهري                                                                               |
| 2021        | خارج السيطرة                          | حسن الرداد، هبة عبد الغني. طارق عبد العزيز.تركي اليوسف .سوسن بدر                                                     |
| 2022        | ست الحسن                              | هدى حسين، سحر حسين. آلاء شاكر.سعاد علي .فاطمة الحوسني                                                                |
| 2024        | خيوط المعازيب                         | إبراهيم الحساوي، سمير الناصر، راشد الورثان، فيصل الدوخي.                                                             |
| 2024        | الوعد                                 | مهيرة عبد العزيز، نضال نجم، نجلاء بن عبد الله، زياد التواني، أضوى فهد.                                               |
| 2024        | خريف القلب                            | إلهام علي، لبنى عبد العزيز، فيصل الدوخي، إبراهيم الحربي، هند محمد                                                    |
| 2025        | عابر سبيل                             | وفاء عامر، جمال الرويعي.                                                                                             |

### في السينما
| سنة الإنتاج | اسم الفيلم     | بمشاركة                                     |
| ----------- | -------------- | ------------------------------------------- |
| 1990        | شمس            | [ 19 ]                                      |
| 2006        | عقاب           | حبيب غلوم، سميرة أحمد، هيفاء حسين، يلدا     |
| 2006        | ظلال الصمت     | محمد المنصور، غسان مسعود، منى واصف          |
| 2009        | الدائرة        | شهد، شوق                                    |
| 2014        | من ألف إلى باء | يسرا اللوزي                                 |
| 2016        | ثوب العروس     | شيخة زويد.                                  |
| 2022        | سكة طويلة      | فاطمة البنوي، براء عالم.                    |
| 2023        | هجان           | إبراهيم الحساوي، عمر العطوي، محمد الزهراني. |

### المسرح
| سنة الإنتاج | اسم المسرحية     | بمشاركة                                                                                |
| ----------- | ---------------- | -------------------------------------------------------------------------------------- |
| 1980        | بيت من ليف       | هزاع الهزاع، سمير الناصر، علي السبع، صالح الزهراني                                     |
| 1985        | زواج بالجملة     | علي السبع                                                                              |
| 1987        | كماشة            | مريم الغضبان، إبراهيم الصلال، عبد العزيز النمش، أحمد الصالح، إبراهيم الحربي، علي السبع |
| 1991        | البنت والساحر    | حميد مراد، فضيلة المبشر، فوز الشرقاوي، ماجد سلطان، حسن مجلي                            |
| 1996        | الصياد الصغير    | شجون الهاجري، محمد دحام الشمري، عبد الناصر الزاير، ناصر كرماني.                        |
| 2003        | عنتر بعد التجميل | محمد العجيمي، منى شداد، سمير القلاف، لمياء طارق، زينب العسكري.                         |
| 2007        | مناحي والملايين  | فايز المالكي، عبد العزيز الفريحي، سعيد صالح، علي الشهابي.                              |
| 2014        | الضريرة والحب    | محمد العجيمي، جراح الدوب، شذى سبت، نسرين سروري.                                        |
| 2015        | العيال كثرت      | [ 31 ]                                                                                 |

### رسوم متحركة
| سنة الإنتاج | اسم الفيلم            | بمشاركة                                                                    |
| ----------- | --------------------- | -------------------------------------------------------------------------- |
| 2020        | أساطير في قادم الزمان | حياة أحمد، يوسف الجراح، علي القاسم، طالب الرفاعي، إيمان هايل، دينا خانكان. |

### تقديم البرامج
- القرار - قناة إم بي سي 1.

## التكريم والجوائز
- حصل على جائزة مهرجان القاهرة للإعلام العربي كأفضل ممثل دور ثانٍ عن دور «الأعمش» في مسلسل فنجان الدم.[4]
- كرم من قبل مسرح الدمام في عام 2010.
- تكريم عن أعماله ومسيرته الفنية من مهرجان أفلام السعودية الدورة 10 عام 2024م.[33][34]
- حصل على جائزة «أفضل ممثل» في الدورة السادسة عشرة من مهرجان الخليج للإذاعة والتلفزيون في مملكة البحرين عام 2024م، وذلك عن دوره في مسلسل «خيوط المعازيب».[35]

## وصلات خارجية
- عبد المحسن النمر على موقع IMDb (الإنجليزية)
- عبد المحسن النمر على موقع قاعدة بيانات الأفلام العربية